# Рожен Олександр Павлович
Рожен Олександр Павлович (1 лютого 1937 — березень 2016, Канада) — український сценарист, літератор, журналіст. Нагороджений медалями.

## Біографія
Народився 1 лютого 1937 р. Закінчив радіофізичний факультет Київського державного університету ім. Т. Г. Шевченка (1959) і Вищі сценарні курси у Москві (1969).
З 1967 р. — редактор і сценарист студії «Київнаукфільм».
У 1990-х — 2000-х роках був оглядачем газети «Дзеркало тижня. Україна».
Автор 11 книжок, 1500 статей і 150 кіносценаріїв для фільмів різних жанрів.
Був членом Національної Спілки кінематографістів України.

## Фільмографія
Автор сценаріїв стрічок:
- «Наближення теорії гіроскопа» (1970)
- «Модель невідомого» (1970)
- «Атоми міцності» (1971)
- «Наша фабрика — наша гордість» (1971)
- «Маскарад шестиногих» (1972, Премія Міжнародного кінофестивалю, Тампере, 1975)
- «Створення мікросвіту» (1972)
- «Азбука комах» (1973)
- «Битва за голубі кілометри» (1973)
- «Тваринництво на промисловій основі» (1973)
- «Ферми майбутнього» (1974)
- «Шосте почуття» (1974, Почесний диплом XXIX Конгресу МАНК, Амстердам, Голландія, 1975)
- «Запряжи блискавку» (1975)
- «І людина літатиме» (1977)
- «Привиди служать людям» (1977, у співавт.)
- «Біологічний метод захисту сільськогосподарських культур» (1978)
- «Курсом відкриттів і прогресу» (1978)
- «Загадковий світ тварин» (1979, Почесний диплом журі XIII Всесоюзного кінофестивалю, Душанбе, 1980)
- «Грані пошуку» (у співавт.)
- «Рушії прогресу» (1980, у співавт.)
- «Подряпина на льоду» (1982)
- «Сьогодні і кожного дня» (1982)
- «Паризька Одіссея» (2000)
- «За бідного підприємця замовте слівце» (2000)
- «Червоний ренесанс» (2004)
- «Крок за обрій» (2012)
- «Легка, як пір'їнка» (2012)
- «Пам'ятник, який створив Лук'ян» (2013)
- «Солов'ї, солов'ї» (2013) та ін.